# Michelle Vesterby
Michelle Vesterby née le 26 septembre 1983 à Herning est une triathlète professionnelle danoise, multiple vainqueur sur triathlon Ironman ou Ironman 70.3.

## Biographie

### Jeunesse
Michelle Vesterby est une ancienne nageuse de niveau national au Danemark, sa première saison de triathlon est en 2008, à l'âge de 25 ans, n'ayant pas grandi dans ce sport elle n'a aucune idole triathlète, mais apprécie Chrissie Wellington pour sa devise keep smiling, toujours garder le sourire coûte que coûte.

## Palmarès
Le tableau présente les résultats les plus significatifs (podium) obtenus sur le circuit international de triathlon depuis 2011,.
| Année | Compétition                           | Pays       | Position           | Temps           |
| ----- | ------------------------------------- | ---------- | ------------------ | --------------- |
| 2019  | Ironman Mexique                       | Mexique    | Médaille de bronze | 8 h 56 min 12 s |
| 2017  | Ironman Copenhague                    | Danemark   | Médaille d'or      | 9 h 0 min 19 s  |
| 2017  | Ironman Autriche                      | Autriche   | Médaille de bronze | 9 h 16 min 44 s |
| 2016  | Ironman Mexique                       | Mexique    | Médaille d'or      | 9 h 8 min 6 s   |
| 2015  | Ironman Copenhague                    | Danemark   | Médaille d'or      | 8 h 59 min 49 s |
| 2015  | Challenge Danemark                    | Danemark   | Médaille d'or      | 4 h 19 min 32 s |
| 2014  | Ironman Mexique                       | Mexique    | Médaille d'argent  | 9 h 17 min 30 s |
| 2014  | Ironman 70.3 Budapest                 | Hongrie    | Médaille d'or      | 4 h 19 min 20 s |
| 2013  | Ironman Los Cabos                     | Mexique    | Médaille d'argent  | 9 h 36 min 31 s |
| 2013  | Ironman Arizona                       | États-Unis | Médaille de bronze | 8 h 57 min 24 s |
| 2012  | Ironman Lanzarote                     | Espagne    | Médaille d'or      | 9 h 58 min 7 s  |
| 2011  | Championnats d'Europe longue distance | Finlande   | Médaille d'argent  | 6 h 15 min 32 s |